# Easypay
easypay - Instituição de Pagamentos é uma fintech Portuguesa, regulada pelo Banco de Portugal,em Lisboa, Portugal. A easypay tem como objetivo processar as transações eletrónicas entre empresas. Hoje opera a nível nacional e internacional no espaço SEPA e permite que as empresas recebam numa plataforma única os pagamentos das vendas online, para pagamentos de E-commerce ou offline como o pagamento de faturas. Oferece actualmente:
1) Pagamentos pontuais, frequentes e subscrições, 
2) Com um checkout inovador
3) E com os seguintes Meios de Pagamento com todos os meios de pagamento: Multibanco, Visa, MasterCard, Apple Pay, Google Pay, Transferência Bancária com IBAN Digital, e Débitos Diretos. 
A easypay disponibiliza ainda soluções específicas para os Marketplaces com Split Payments integrados, Subscrições, Pay by Link e vários plugins e add-ons para plataformas de e-commerce  (Shopify, Woocommerce, Vtex, Wix, Magento, Jumpseller, Prestashop, Moloni, Centralgest, etc)), softwares de faturação (Cegid Primavera, PHC GO e CS, e outras soluções (Addon Excel, Google Forms, Moodle). 
A easypay disponibiliza ainda uma Conta de Comissões segregada da Conta de Pagamentos facilitando assim a reconciliação.

## História
A easypay foi pensada em 2000 por Sebastião Lancastre, uma altura em que o Banco de Portugal ainda não tinha regulamentação que permitisse a existência de empresas de Fintechs, nascendo apenas no ano de 2007  e actua enquanto Instituição de pagamentos desde 2013, aquando obteve a autorização do Banco de Portugal. A easypay foi pioneira quando, em 2007, permitiu a realização de pagamentos online através de referência multibanco e em 2008 via débito direto. A easypay tem vindo a crescer de forma sustentada contando com uma equipa de 29 pessoas.A easypay processa mais de 7,5 milhões de pagamentos por ano a que corresponde a um volume de pagamentos de 478 milhões de euros.

## Fundador
O fundador da easypay, Sebastião Lancastre, engenheiro de sistemas, depois de trabalhar com o seu pai, um dos fundadores da UNICRE - Instituição Financeira de Crédito, S.A. até 1999, lançou a easypay em 2007.

## Ligações Externas
- easypay official site